# 小蔓长春花
小蔓长春花（学名：Vinca minor）是夹竹桃科蔓长春花属的植物。分布在欧洲以及中国大陆的江苏等地，目前尚未由人工引种栽培。

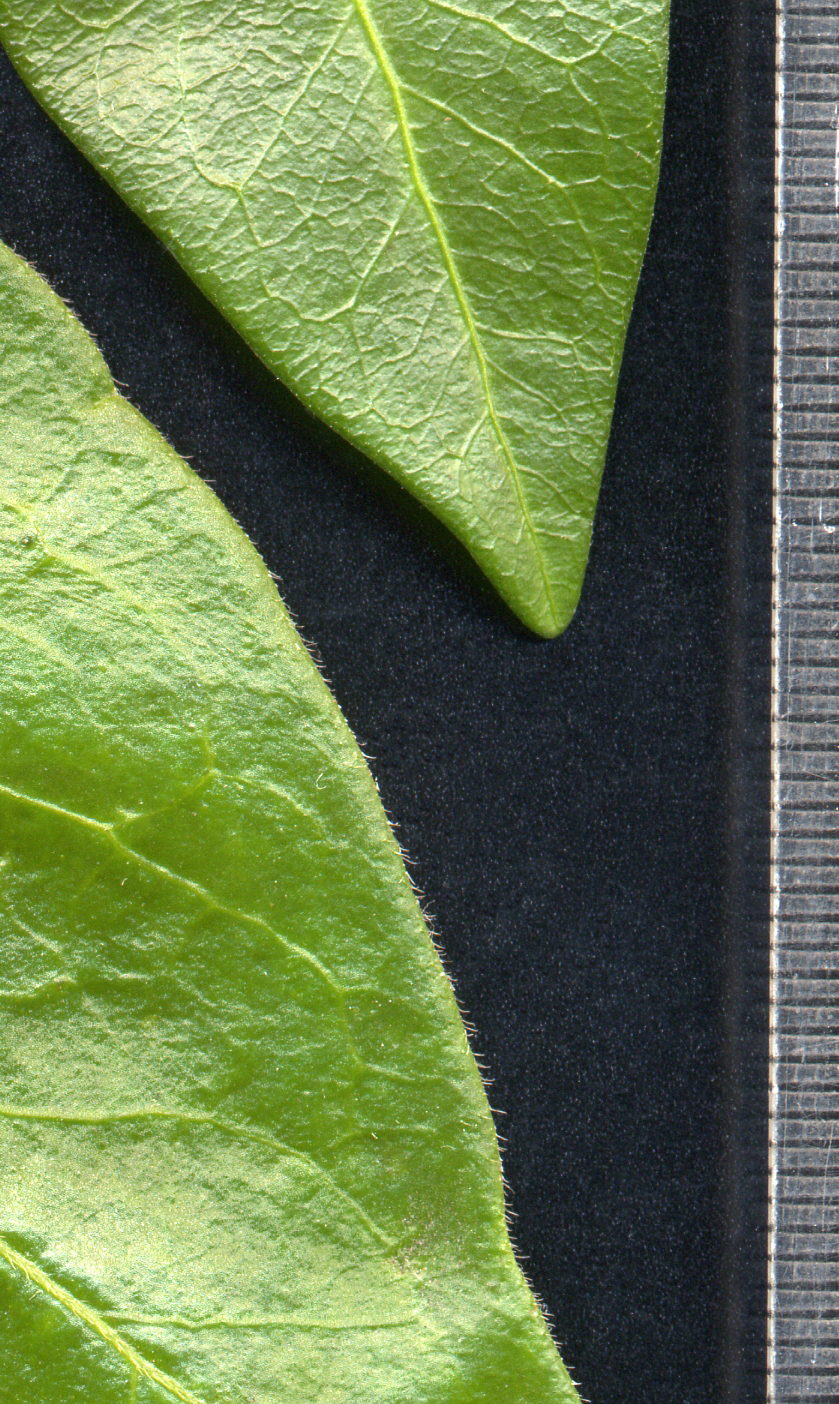
小蔓长春花与蔓长春花叶缘对比，可观察到小蔓长春花（上）叶缘无毛，蔓长春花（下）叶缘被毛

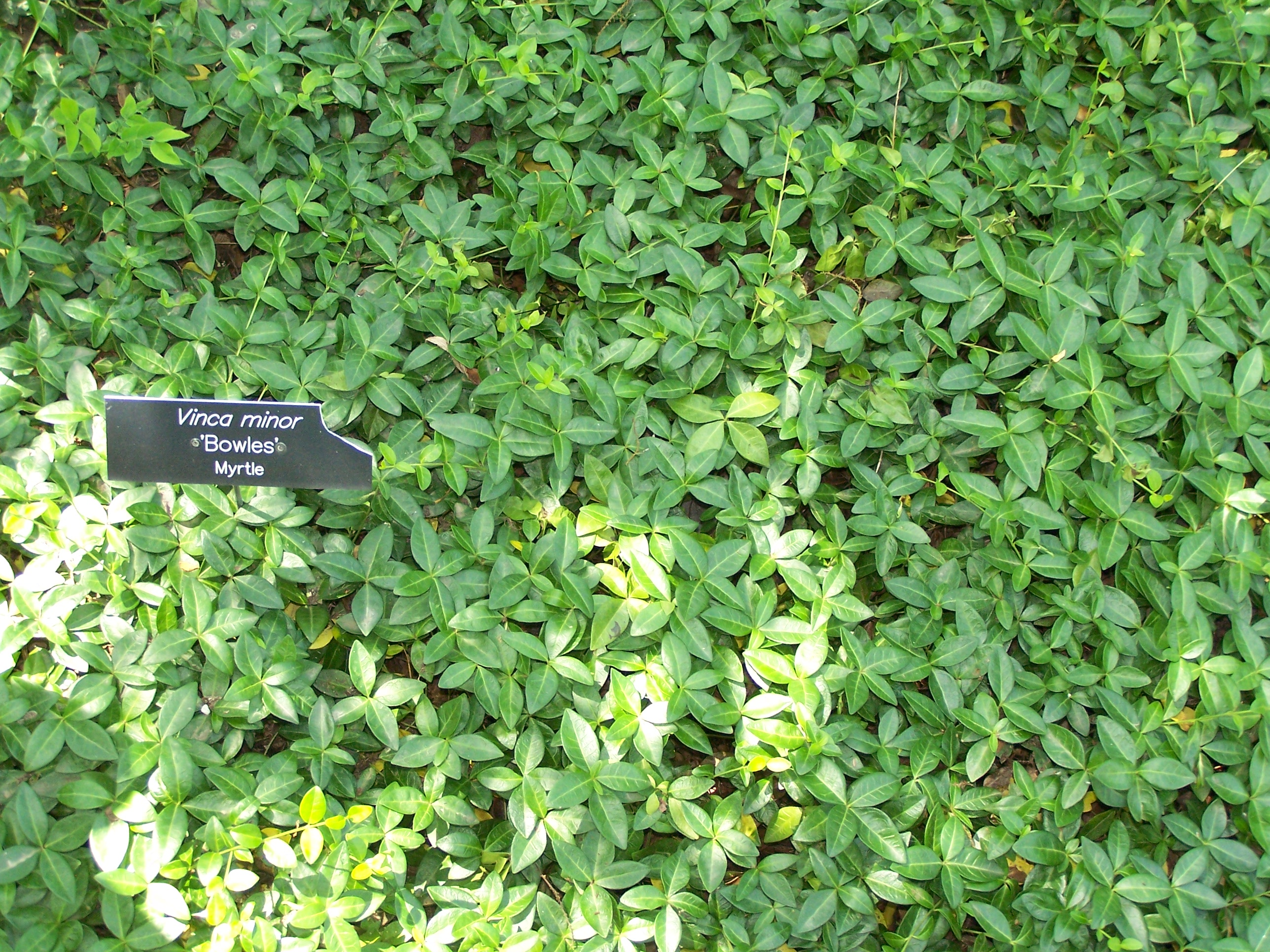
生长茂密的小蔓长春花

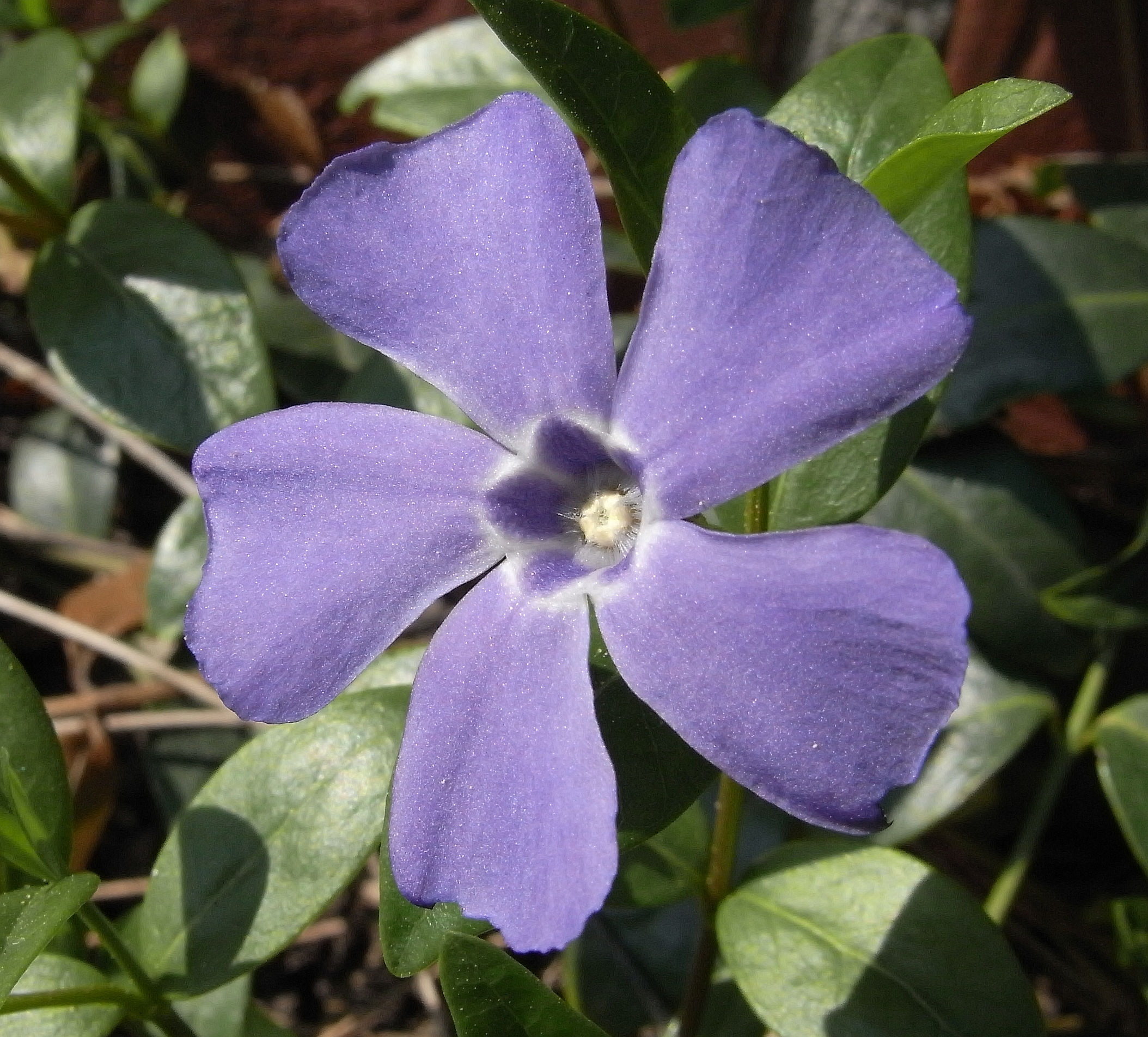

其种加词“minor”意为“较小的”。

## 外部連結
- 小蔓長春花, Xiaomanchangchunhua （页面存档备份，存于） 藥用植物圖像數據庫 (香港浸會大學中醫藥學院) （繁體中文）（英文）